# Boettcheria taurus
Boettcheria taurus är en tvåvingeart som först beskrevs av Aldrich 1916.  Boettcheria taurus ingår i släktet Boettcheria och familjen köttflugor.
Artens utbredningsområde är Puerto Rico. Inga underarter finns listade i Catalogue of Life.